# Alexei Gennadjewitsch Aigi

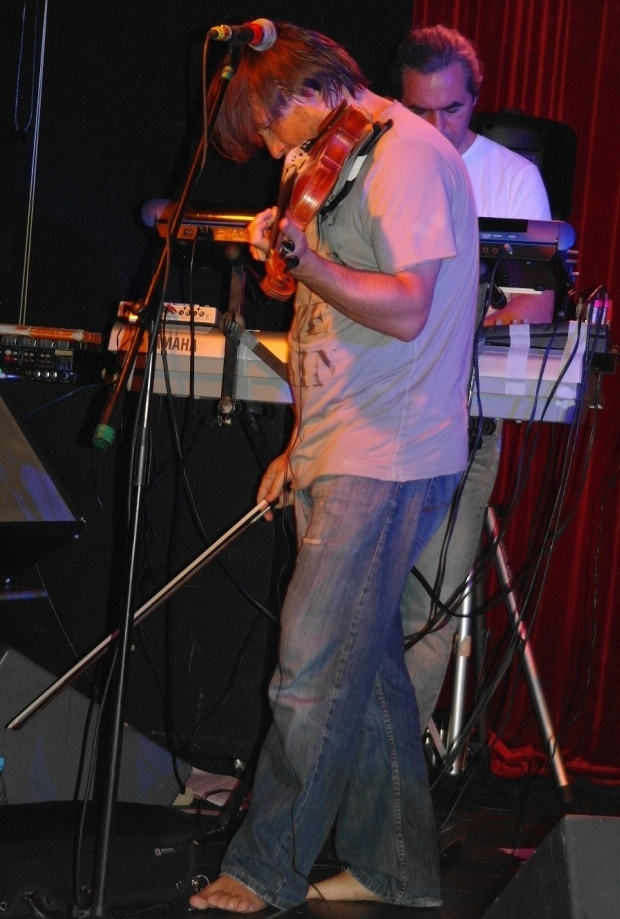
Alexei Aigi

Alexei Gennadjewitsch Aigi (russisch Алексей Геннадьевич Айги; * 11. Juli 1971 in Moskau, Sowjetunion) ist ein russischer Musiker, Komponist und Geiger.

## Leben
Alexei Gennadjewitsch Aigi ist der Sohn des russischen Lyrikers Gennadi Nikolajewitsch Aigi. Er studierte am Nationalen Musikpädagogischen Institut „M. M. Ippolitow-Iwanow“ in Moskau. Seit 1994 gehört Aigi als Bandleader und Geiger der Musikgruppe 4’33" an, welche sich nach dem bekannten Musikstück 4′33″ benannt hat. Mit dem Ensemble ging er auf mehrere Touren und veröffentlichte mehrere Alben. Außerdem bildet er seit 1994 ein Duo mit dem Kölner Komponisten und Pianisten Dietmar Bonnen. Seit 1998 ist er außerdem als Filmkomponist tätig.

## Filmografie (Auswahl)
- 1998: Das Land der Gehörlosen (страна глухих)
- 1999: Private Chroniken. Monolog (Частные хроники. Монолог)
- 2000: Auf fremdem Terrain (Чужая Macka)
- 2005: Kirgisische Mitgift (Сундук предков)
- 2006: Ich denk’ an euch (Je pense à vous)
- 2008: Wildes Feld (Дикое поле)
- 2009: Lehrjahre der Macht (L’école du pouvoir)
- 2010: Dostojewski
- 2011: Im finsteren Walde (Le petit poucet)
- 2012: Zwischen allen Stühlen (Cherchez Hortense)
- 2014: Mord in Pacot (Meurtre à Pacot)
- 2017: Der junge Karl Marx
- 2019: La Vérité – Leben und lügen lassen (La Vérité)
- 2024: Le tableau volé